# Matt Riddle
Matt Riddle (* 14. Januar 1986 in Allentown, Pennsylvania) ist ein US-amerikanischer Wrestler und ehemaliger MMA-Kämpfer. Aktuell steht er bei Major League Wrestling unter Vertrag. Sein bislang größter Erfolg ist der Erhalt der WWE United States Championship.

## MMA Karriere (2008–2014)
Beim Ultimate Fighter 7-Finale am 21. Juni 2008 gab Riddle sein UFC- und Profidebüt gegen Dante Rivera. In seiner Zeit bei UFC gewann er viele Kämpfe und auch zwei Preise. Am 26. Februar 2013 gab Riddle bekannt, dass er positiv auf Marihuana getestet wurde. Dies war sein zweiter positiver Drogentest innerhalb eines Jahres und er wurde daraufhin von der Promotion entlassen. Er beendete seine UFC-Karriere mit einer Achteckbilanz von 10-3 und einer Serie von fünf aufeinanderfolgende Siegen.
Kurz nach seiner Entlassung von UFC unterzeichnete Riddle einen Vertrag mit der in Texas ansässigen Promotion Legacy Fighting Championships. Am 18. Mai 2013 wurde jedoch bekannt gegeben, dass Riddle stattdessen dem Bellator MMA-Kader beigetreten ist, nachdem sein Legacy-Vertrag gekauft worden war. Riddle sollte in seiner neunten Saison, die im Herbst 2013 begann, am Weltergewichtsturnier des Bellators teilnehmen. Riddle brach sich jedoch die Rippe und konnte somit nicht am Turnier teilnehmen. Anschließend zog er sich aus finanziellen Gründen aus den MMA-Kämpfen zurück. Einige Wochen später kam Riddle aus dem Ruhestand zurück. Jedoch zog er sich in einem Kampf erneut eine Verletzung zu und wurde dann freiwillig aus seinem Vertrag entlassen.

## Wrestling-Karriere

### Free Agent (2014–2018)
Am 29. Oktober 2014 wurde berichtet, dass Riddle für eine Karriere im professionellen Wrestling trainierte. Riddle gab sein professionelles Wrestling-Debüt am 7. Februar 2015 in der Monster Factory. Im Juli 2015 gewann er die Monster Factory Heavyweight Championship. Am 15. September 2015 wurde bekannt gegeben, dass Riddle beim World Wrestling Network (WWN) unterschrieben hatte, um an den Evolve-Events im Oktober teilzunehmen. Riddle bestätigte später, dass er an einem WWE-Tryout teilgenommen hatte. Am 24. Januar 2016 gewann Riddle das Evolve's Style Battle Turnier. Am 8. April unterzeichnete Riddle einen Vertrag mit Evolves Muttergesellschaft WWN.
Am 15. Januar 2017 besiegte Riddle Rampage Brown und gewann die Progress Atlas Championship. Am 1. April besiegte er fünf andere Wrestler, um der erste WWN-Champion zu werden. Am 5. August gewann Riddle das Scenic City Invitational Tournament. Am 20. Oktober besiegten Riddle und Jeff Cobb, zusammen bekannt als „The Chosen Bros“, die Lucha Brothers Rey Fenix und Penta el Zero M für die PWG World Tag Team Championship. Sie behielten die Titel bis zum 20. April 2018, als sie gegen The Rascalz Zachary Wentz und Dezmond Xavier verloren.
Am 5. April 2018 besiegte Riddle Zack Sabre Jr. bei Evolve 102 und gewann die Evolve Championship. Am 4. August verlor Riddle bei Evolve 108 den Titel an Shane Strickland.

### World Wrestling Entertainment (2018–2023)
Am 31. Juli 2018 wurde berichtet, dass Riddle einen Vertrag mit der WWE unterzeichnet hatte. Riddles NXT-Debüt war am 31. Oktober, als er Luke Menzies besiegte.
Im März 2019 begann er mit den damaligen NXT North American Champion Velveteen Dream zu fehden. Den Titel konnte er jedoch nicht gewinnen. In der NXT-Folge vom 2. Oktober 2019 forderte Riddle den damaligen NXT-Champion Adam Cole erfolglos heraus.
In der SmackDown-Folge vom 1. November 2019 waren Riddle und Keith Lee zwei der vielen NXT-Wrestler, die in die Show eindrangen, Sami Zayn konfrontierten und letztendlich angriffen. In der NXT-Folge vom 10. Januar 2020 wurden die Teilnehmer des Dusty Rhodes Tag Team Classic 2020 bekannt gegeben, wobei Riddle und Pete Dunne als Überraschungsteilnehmer teilnahmen. Sie gewannen das Turnier und somit auch eine Chance auf die NXT Tag Team Championship. Am 16. Februar 2020 gewannen sie die Titel von Bobby Fish und Kyle O’Reilly von The Undisputed Era. Die Regentschaft hielt 87 Tage, sie verloren die Titel am 13. Mai 2020 an Imperium Marcel Barthel und Fabian Aichner.
Am 29. Mai 2020 gab Kurt Angle bekannt, dass Riddle zu SmackDown wechseln werde. In der SmackDown-Folge vom 19. Juni gab Riddle sein Debüt im Main Roster, bei dem er den Intercontinental Champion AJ Styles unterbrach. Bei einem darauffolgenden Titelmatch konnte er den Titel jedoch nicht gewinnen.
Am 12. Oktober 2020 wechselte er durch den Draft zu Raw. Am 30. Oktober 2020 wurde bekannt gegeben, dass die WWE seinen Ringnamen in Riddle geändert hat. Am 21. Februar 2021 gewann er die WWE United States Championship, hierfür besiegte er Bobby Lashley und John Morrison. Die Regentschaft hielt 49 Tage, schlussendlich verlor er den Titel am 11. April 2021 bei WrestleMania 37 an Sheamus.
In der Raw-Ausgabe vom 19. April 2021 besiegte er Randy Orton, was dazu führte, dass Orton mit ihm ein Tag-Team namens „RK-Bro“ bildete. In der Raw-Ausgabe vom 21. Juni besiegte er Drew McIntyre, um sich für das Money in the Bank Ladder Match zu qualifizieren. Danach verschwand Randy Orton für einige Wochen aus dem Fernsehen. In der Raw-Episode vom 9. August kehrte Randy Orton zurück und verpasste ihm einen RKO. Bei der Raw-Ausgabe vom 16. August vereinte sich das Tag Team wieder. Am 21. August 2021 bei SummerSlam 2021 gewann er zusammen mit Orton die Raw Tag Team Championship, hierfür besiegten sie AJ Styles und Omos. Die Regentschaft hielt 142 Tage und sie verloren die Titel am 10. Januar 2022 an Chad Gable und Otis. Am 7. März 2022 gewannen sie die Titel zurück. Hierfür besiegten sie Chad Gable und Otis sowie Kevin Owens und Seth Rollins. Die Regentschaft hielt diesmal 74 Tage, am 20. Mai 2022 verloren sie die Titel an The Usos in einem Champion vs. Champion Winner Take All Unification Match. Am 30. August 2022 wurde bekannt gegeben, dass er seinen alten Ringnamen zurück erhalten hat.
Matt Riddle wurde im September 2023 von der WWE entlassen, nachdem er am 9. September am JFK Airport pöbelnd und anscheinend betrunken im Wartebereich wartete und Mitarbeiter des Flughafens des sexuellen Übergriffs beschuldigte.

### Major League Wrestling (seit 2024)
In einer Pressemitteilung wurde bekanntgegeben, dass Matt Riddle wieder bei der MLW angestellt ist.

## Titel und Auszeichnungen

### Mixed Martial Arts
- Ultimate Fighting Championship
  - Fight of the Night (1×)
  - Submission of the Night (1×)

### Professional Wrestling
- World Wrestling Entertainment
  - NXT Tag Team Championship (1×) mit Pete Dunne
  - WWE Raw Tag Team Championship (2×) mit Randy Orton
  - WWE United States Championship (1×)
  - Dusty Rhodes Tag Team Classic (mit Pete Dunne 2020)

- 5 Star Wrestling
  - 5 Star Tap or Snap Championship (1×)

- Beyond Wrestling
  - Tournament for Today Men (2016)

- Evolve
  - Evolve Championship (1×)
  - Style Battle (2016)

- Hope Wrestling
  - Hope 24/7 Hardcore Championship (1×)

- IWA Mid-South
  - Revolution Strong Style Tournament (2018)

- Keystone Pro Wrestling
  - KPW Tag Team Championship (1×) mit Punisher Martinez

- Monster Factory Pro Wrestling
  - Monster Factory Heavyweight Championship (1×)

- Progress Wrestling
  - Progress Atlas Championship (2×)

- Pro Wrestling Chaos
  - King of Chaos Championship (1×)

- Pro Wrestling Guerilla
  - PWG World Tag Team Championship (1×) mit Jeff Cobb

- Scenic City Invitational
  - Scenic City Invitational Tournament (2017)

- Style Battle
  - Style Battle (8 und 9)

- Westside Xtreme Wrestling
  - Ambi(2017) WWNLive

- Wrestling Observer Newsletter
  - Most Improved (2016)
  - Rookie of the Year (2016)

- Pro Wrestling Illustrated
  - Nummer 46 der Top 500 Wrestler in der PWI 500 im Jahr 2018
  - Nummer 80 der Top 500 Wrestler in der PWI 500 im Jahr 2020

- Sports Illustrated
  - Nummer 5 der Top 10 besten männlichen Wrestler im Jahr 2018

## MMA-Statistik
| Ergebnis   | Profi-Rekord | Gegner            | Datum              | Veranstaltung                            | Methode              | Runde | Zeit |
| ---------- | ------------ | ----------------- | ------------------ | ---------------------------------------- | -------------------- | ----- | ---- |
| Sieg       | 1–0          | Dante Rivera      | 21. Juli 2008      | The Ultimate Fighter 7 Finale            | Unanimous Decision   | 3     | 5:00 |
| Sieg       | 2–0          | Steve Bruno       | 7. Februar 2009    | UFC Fight Night: Lauzon vs. Stephens     | Unanimous Decision   | 3     | 5:00 |
| Sieg       | 3–0          | Dan Cramer        | 8. August 2009     | UFC 101                                  | Unanimous Decision   | 3     | 5:00 |
| Niederlage | 3–1          | Nick Osipczak     | 14. November 2009  | UFC 105                                  | Technischer Knockout | 3     | 3:53 |
| Sieg       | 4–1          | Greg Soto         | 27. März 2010      | UFC 111                                  | DQ                   | 3     | 1:30 |
| Sieg       | 5–1          | DaMarques Johnson | 1. August 2010     | UFC Live: Jones vs. Matyushenko          | Technischer Knockout | 2     | 4:29 |
| Niederlage | 5–2          | Sean Pierson      | 11. Dezember 2010  | UFC 124                                  | Unanimous Decision   | 3     | 5:00 |
| Niederlage | 5–3          | Lance Benoist     | 17. September 2011 | UFC Fight Night: Shields vs. Ellenberger | Unanimous Decision   | 3     | 5:00 |
| Sieg       | 6–3          | Henry Martinez    | 4. Februar 2012    | UFC 143                                  | Decision             | 3     | 5:00 |
| No Contest | 6–3          | Chris Clements    | 21. Juli 2012      | UFC 149                                  | No Contest           | 3     | 2:02 |
| Sieg       | 7–3          | John Maguire      | 17. November 2012  | UFC 154                                  | Unanimous Decision   | 3     | 5:00 |
| No Contest | 7–3          | Che Mills         | 16. Februar 2013   | UFC on Fuel TV: Barão vs. McDonald       | No Contest           | 3     | 5:00 |
| Sieg       | 8–3          | Michael Kuiper    | 28. Februar 2014   | Titan Fighting Championship 27           | Submission           | 2     | 2:29 |